# St. Severus (Boppard)

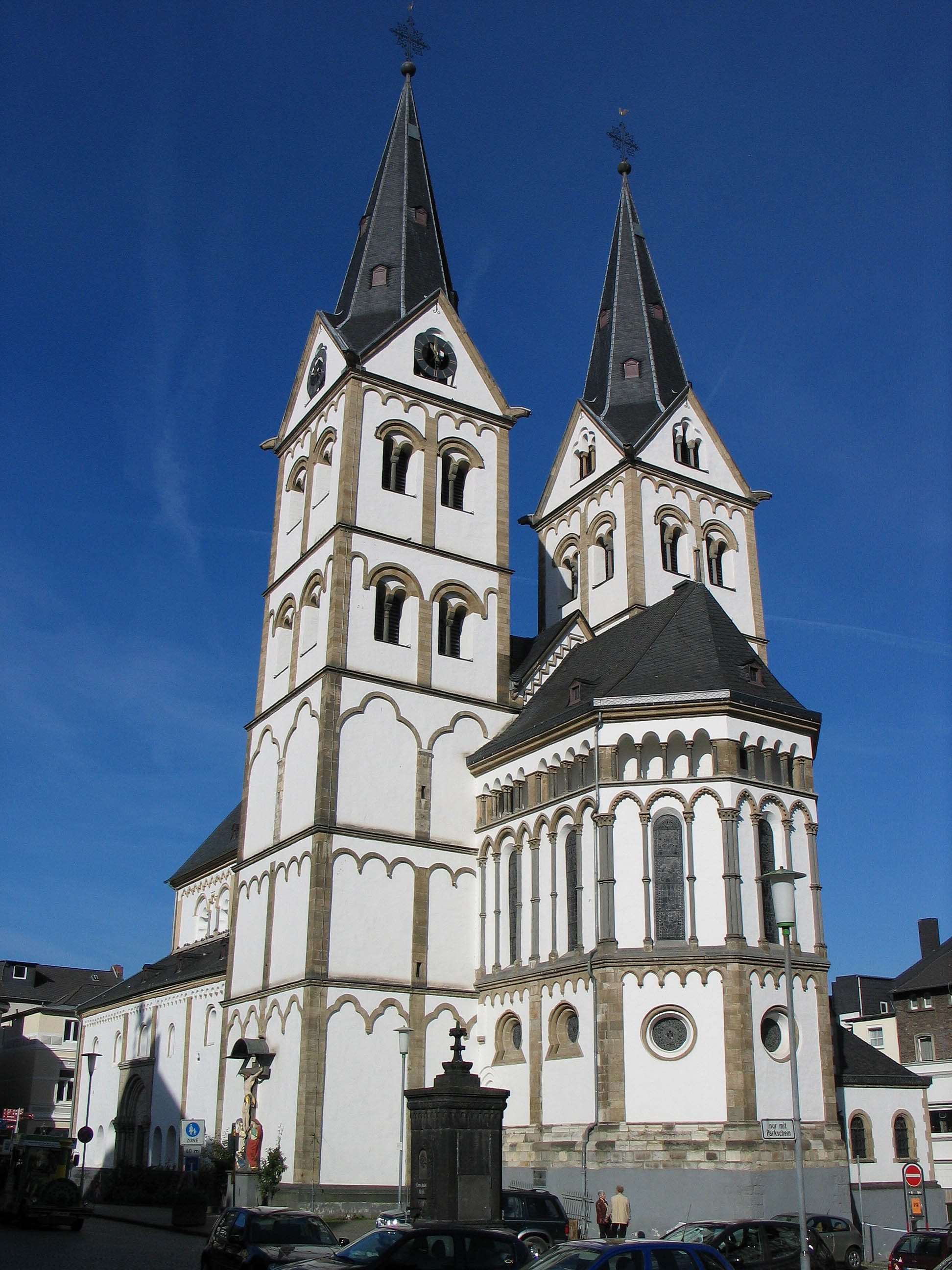
St. Severus in Boppard

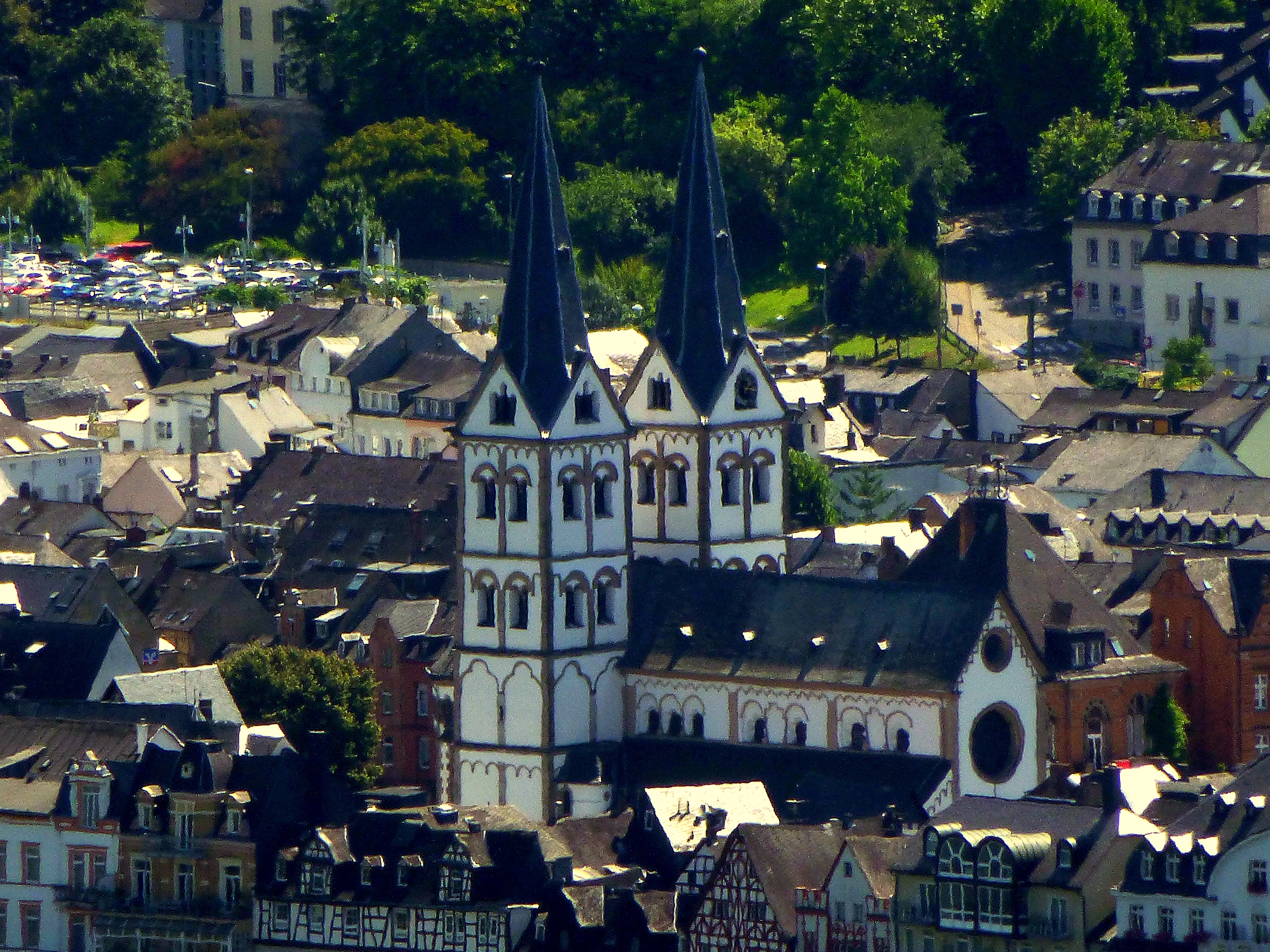
Die Kirche im Stadtbild

Grundriss der St.-Severus-Kirche

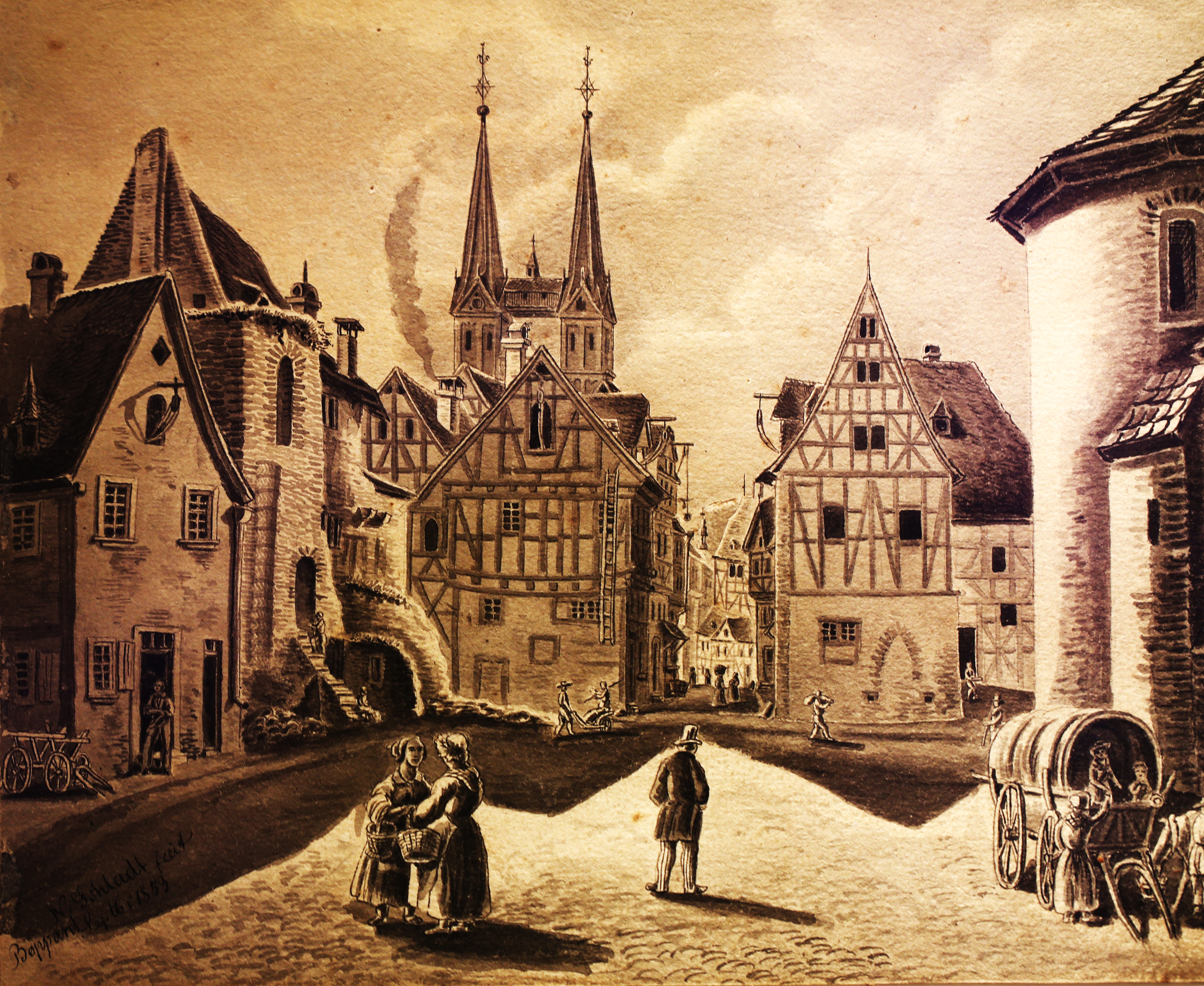
„Der Burgplatz vor der kurfürstlichen Burg Boppard um 1853“ von Nikolaus Schlad mit der Serveruskirche im Hintergrund.

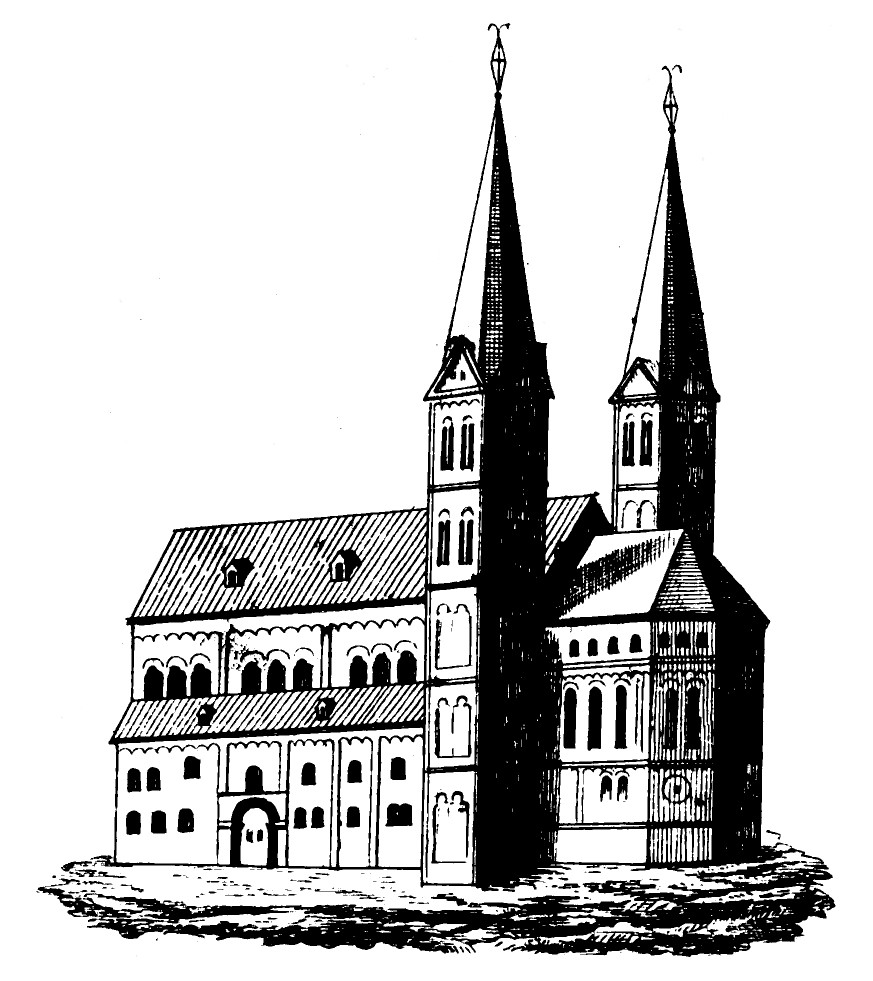
Lithografie der Kirche von 1861

Die Basilika St. Severus ist eine katholische Pfarrkirche der gleichnamigen Pfarrei in Boppard. Die zum Bistum Trier gehörende Kirche wurde im 12. und 13. Jahrhundert im rheinischen Übergangsstil erbaut. Patron ist der hl. Severus von Ravenna.
Die Pfarrkirche St. Severus ist geschützt als eingetragenes Kulturdenkmal im Sinne des Denkmalschutz- und -pflegegesetzes (DSchG) des Landes Rheinland-Pfalz. Außerdem ist sie seit 2002 Teil des UNESCO-Welterbes Oberes Mittelrheintal. Papst Franziskus erhob im Dezember 2014 St. Severus zur Basilica minor.

## Lage
Die St.-Severus-Kirche wurde auf dem Gelände des ehemaligen römischen Kastells Boppard errichtet, auf Höhe der früheren Nordmauer des Kastells an der Stelle des ehemaligen Militärbades. Von dort fällt das Gelände zum Rhein hin ab, so dass eine gewisse Hochwassersicherheit gegeben ist. Östlich der Kirche befindet sich der mittelalterliche Marktplatz. Der südliche Bereich, welcher heute mit dem Marktplatz verbunden ist, gehörte zunächst zum Stiftsbezirk von St. Severus und beherbergte ursprünglich den Friedhof. Dieser Stiftsbezirk erstreckte sich ursprünglich von der Kirche bis zur südlichen Stadtmauer und war nur durch die heutige Fußgängerzone, die frühere Ost-West-Achse des Kastells, unterbrochen.

## Geschichte
Nach Abzug der römischen Truppen aus Boppard wurden die Kastelleirichtungen von den einheimischen Bewohnern weiter genutzt und beispielsweise das aufgegebene Militärbad in eine Kirche umgewandelt. So konnten bei Ausgrabungen unter St. Severus Reste einer frühchristlichen Kirche des 6. Jahrhunderts mit einer schlüssellochförmigen Kanzelanlage (Ambo) und einem frühchristlichen Taufbecken festgestellt werden. Dieser erste Vorgängerbau umfasste einen 9 × 32 Meter großen Versammlungs- und Kirchenraum. Nach Osten schloss sich eine halbrunde Apsis an während an der Südseite vier kleinere Nebenräumen bestanden. Die Größe der Kirche sowie das Taufbecken (Baptisterium) lassen nach Nickenig auf eine zentrale Bedeutung der Bopparder Christengemeinde schließen. Bereits für diese Frühzeit des Christentums am Mittelrhein lässt sich u. a. durch gefundene Grabsteine eine kirchliche Organisation erkennen, die eine von Boppard ausgehende Christianisierung der Region belegt.
Im 10. Jahrhundert wurde diese erste Kirche durch einen Brand zerstört und zunächst durch eine kleinere Kirche ersetzt. Später wurden östlich von ihr die Johannes- sowie die Michaelskapelle errichtet. Um das Jahr 1000 wurde erstmals das Stiftskollegium urkundlich erwähnt. In diesem Kollegium lebten mehrere Stiftsherren, welche für die Seelsorge in Boppard und der Region zuständig waren.
Das heutige Kirchengebäude wurde in drei Abschnitten im 12. und 13. Jahrhundert errichtet. Die beiden Kirchtürme stammen aus der Mitte des 12. Jahrhunderts, das Langhaus entstand Anfang des 13. Jahrhunderts und seine wahrscheinliche Fertigstellung wird auf das Jahr 1225 datiert. Hier wird auch erstmals St. Severus als Kirchenpatron genannt, während zuvor der Apostel Petrus und Johannes der Täufer Kirchenpatrone waren. Der Chor datiert schließlich etwa auf das Jahr 1234.
Fertiggestellt wurde die Kirche im Jahr 1236. Nach Berechnungen von Ferdinand Pauly wurde die Kirche am 13. Dezember 1237 von Erzbischof Theoderich geweiht.
Der Bau orientiert sich stark, wie auch die Kirche St. Peter in Bacharach, an der Andernacher Liebfrauenkirche, alles Werke spätromanischer Kirchenbaukunst im Rheinland. Die heute die Silhouette von Boppard bestimmenden Spitzhelme der Kirchtürme entstanden Anfang des 17. Jahrhunderts und ersetzten die ursprünglichen Rautenhelme. Im Zug dieser Bauarbeiten wurden die beiden Türme mit einer Turmbrücke verbunden, die jedoch 1859 wieder abgebrochen wurde, siehe Turmbrücke St. Severus.
Der bis dahin auf dem Kirchhof südlich der Pfarrkirche gelegene Friedhof wurde 1785 auf den Säuerling verlegt.
Bei Restaurierungsarbeiten im Jahr 1841 wurde der bisherige barocke Hochaltar des heiligen Severus und des heiligen Paulus im Hochchor entfernt und im Seitenschiff der Karmeliterkirche aufgestellt.
In den Jahren 1963 bis 1967 wurde die Pfarrkirche umfangreich restauriert. Insbesondere das einsturzgefährdete Gewölbe musste gesichert werden. Außerdem wurde bei Grabungen das frühchristliche Taufbecken freigelegt, der Altarraum wurde an die Erfordernisse der liturgischen Neuordnung angepasst und im südlichen Turm wurde eine Taufkapelle eingerichtet. Am 19. März 1967 konnte die Kirche dann mit einem Pontifikalamt wiedereröffnet werden.
Von der Firma Orgelbauwerkstatt Führer wurde im Jahr 1973 die heute noch verwendete Orgel fertiggestellt.
Anfang der 1990er Jahre machten sich Schäden am Putz, Anstrich und am Dach bemerkbar. Daher wurde eine umfassende Außenrenovierung eingeleitet. Im Jahr 1997 wurde zunächst der Nordturm und die Sakristei, 1998 der Südturm und der Chor und 1999 das Langhaus und die Westfassade restauriert.
Im Oktober 2010 wurde dann mit einer erneuten Innenrestaurierung der St. Severuskirche begonnen. Dabei wurde unter anderem das frühchristliche Taufbecken, das sich unterhalb des Langhauses in der Nähe des Haupteingangs befindet, für Kirchenbesucher zugänglich gemacht, der Tabernakel hinter den Hochaltar verlegt und ein neues Beleuchtungskonzept umgesetzt. Außerdem wurden die Wandmalereien restauriert, der ursprüngliche Mittelgang wieder hergestellt und die Reliquien der Bopparder Märtyrer erstmals seit 1748 gereinigt. Zum Kirchweihfest am 13. Dezember 2011 wurde die Kirche mit einem Pontifikalamt wiedereröffnet. Um einen barrierefreien Zugang zur Kirche zu gewährleisten, wurde Ende Oktober bis Anfang November 2012 der Marktplatz vor dem Südportal abgesenkt.
Am 18. Dezember 2014 erhob Papst Franziskus die Kirche zur „Basilica Minor“, sie war zum damaligen Zeitpunkt die neunte Basilika im Bistum Trier.

## Beschreibung

### Triumphkreuz

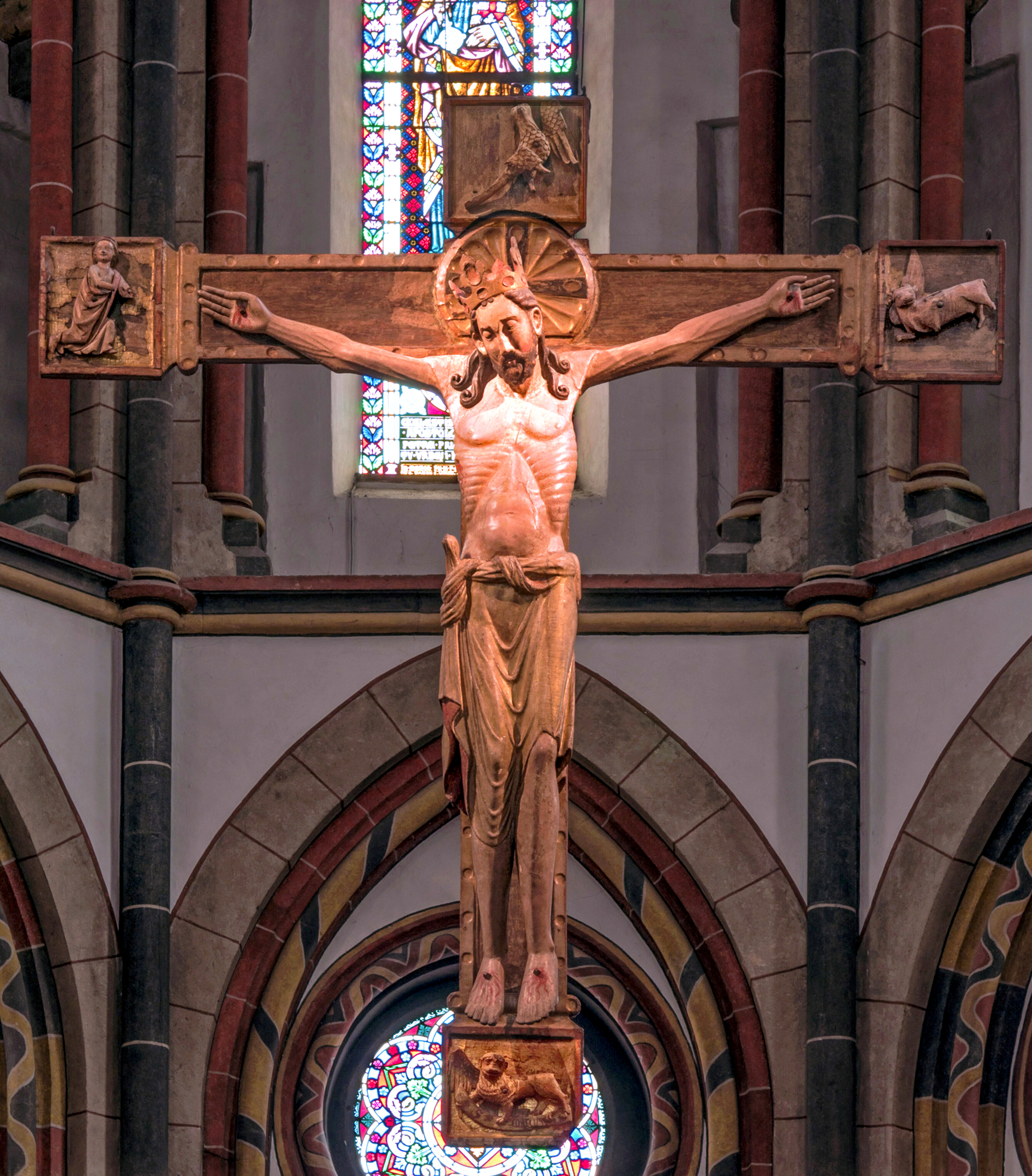
Triumphkreuz mit Evangelistensymbolen

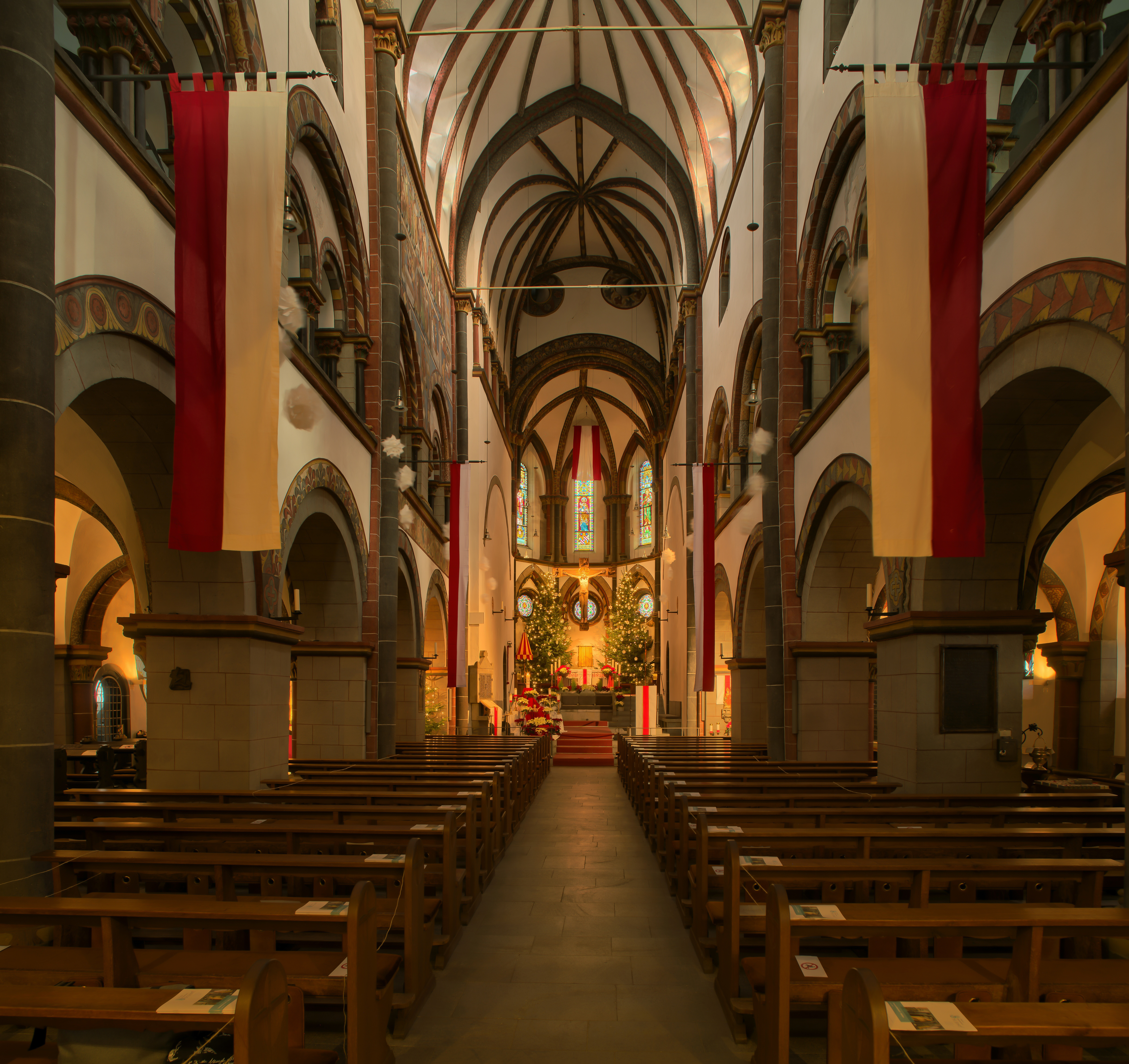
Innenraum von St. Severus

Zur Ausstattung der Kirche gehört ein 285 cm hohes und 248 cm breites Triumphkreuz im Chor über dem Altar, welches um 1220/30 entstanden ist. Die Christusfigur an diesem Kreuz trägt keine Dornenkrone, sondern eine Königskrone, die ihn als Sieger über den Tod charakterisiert. Das Kreuz wurde 1967 restauriert und hing zuvor an der östlichen Giebelwand des Langhauses. Die zuständige Restauratorin Grete Brabender urteilte: „Abgesehen von der religiösen Bedeutung dieses Triumphkreuzes, seinem künstlerischen und historischen Rang, ist vom materiellen Gesichtspunkt aus festzuhalten, dass Triumphkreuze von dieser allgemeinen vorzüglichen Erhaltung äußerst selten sind.“

### Romanische Madonna
An der Stirnwand des nördlichen Seitenschiffes steht eine um 1260 entstandene Madonnenfigur. Die aus Erlenholz geschnitzte, thronende Madonna ist 78,5 cm hoch und zählt mit dem Triumphkreuz sowie der Sterbeglocke zu den drei besonders wertvollen Einrichtungsgegenständen aus der Entstehungszeit der Basilika.

### Krypta
In der unter dem Chor befindlichen Krypta sind durch Quellen aus den Jahren 1363 bzw. 1681 jeweils zwei Altäre nachgewiesen. Nach dem Abbruch des Gewölbes am Ende des 19. Jahrhunderts wurde der Raum allerdings nur noch als Kohlelager für die Heizungsanlage genutzt. Erst bei der Restaurierung der Basilika zu Beginn des 21. Jahrhunderts wurde die Krypta wieder gemäß ihrer ursprünglichen Bedeutung hergerichtet. Sie erhielt wieder einen Altar aus der profanierten Kapelle des Hauses Helvetia in Bad Salzig und wurde am 12. Dezember 2014 erneut geweiht.

### Taufkapelle
Im südlichen Glockenturm befindet sich heute eine Taufkapelle mit einem 1745 durch Bürgermeister Goswin Klöcker gestifteten Taufstein.

### Kirchenbänke
Die ältesten Kirchenbänke im nördlichen Seitenschiff der Basilika sind auf 1692 datiert worden.

### Kirchenfenster
Mitte der 1980er Jahre wurde die in Boppard lebende Künstlerin und Glasmalerin Krista Jörg, verh. Steiner (* 1941 in Vallendar; †14. April 2000) mit der Gestaltung und Herstellung der Kirchenfenster des südlichen Seitenschiffes der heutigen Basilika beauftragt. Die Fenster, zu der eine Darstellung der heiligen Hildegard von Bingen und des heiligen Martins gehören, sind von Familien und Vereinigungen (Nachbarschaften und Freiwillige Feuerwehr, Löschzug Boppard) gestiftet worden. Bevor es zum Einbau der Fenster kam, gab es heftige Auseinandersetzungen zwischen der kirchlichen und der staatlichen Denkmalpflege einerseits und der Pfarrei Sankt Severus und den möglichen Stiftern auf der Gegenseite. Die Stifter knüpften ihre Bereitschaft, Fenster zu finanzieren, an die Bedingung, dass die Fenster von einheimischen Künstlern gestaltet würden.

### Liturgische Objekte
Besonders erwähnenswert sind u. a. die um 1400 entstandene gotische Turmmonstranz, ein vergoldeter Kelch aus dem frühen 14. Jahrhundert sowie Gefäße für liturgischen Öle aus dem 15. Jahrhundert.

### Papstwappen
Mit der Verleihung des Titels einer Basilica minor am 18. Dezember 2014 durch Papst Franziskus wurde sein Wappen über dem Westportal der Kirche ist in Stein gehauen, dies verweist auf die besondere Verbindung mit ihm. Über dem Südportal wird jeweils das Wappen des amtierenden Papstes in Farbe angebracht.

### Orgel

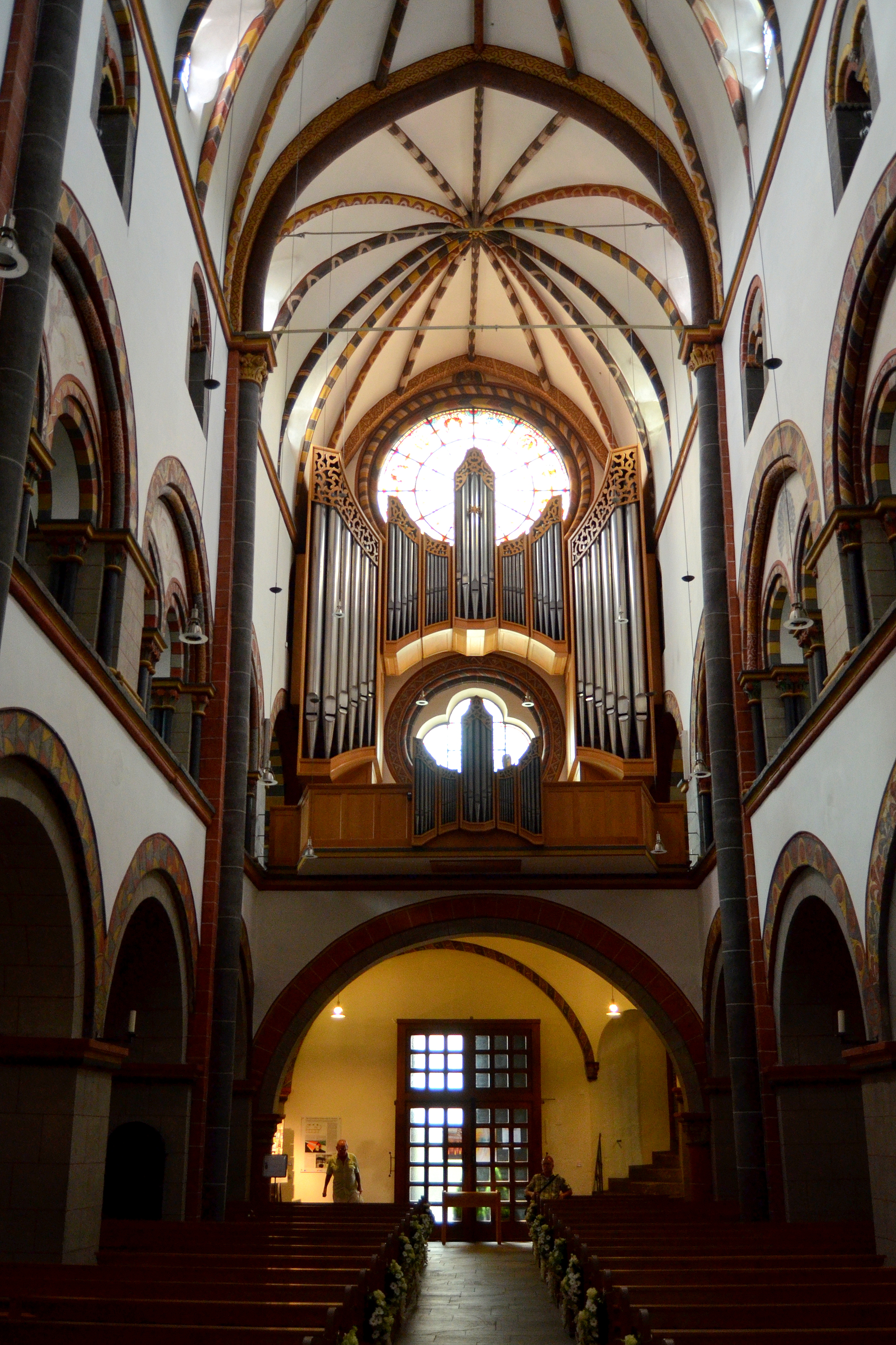
Orgelprospekt mit Westempore

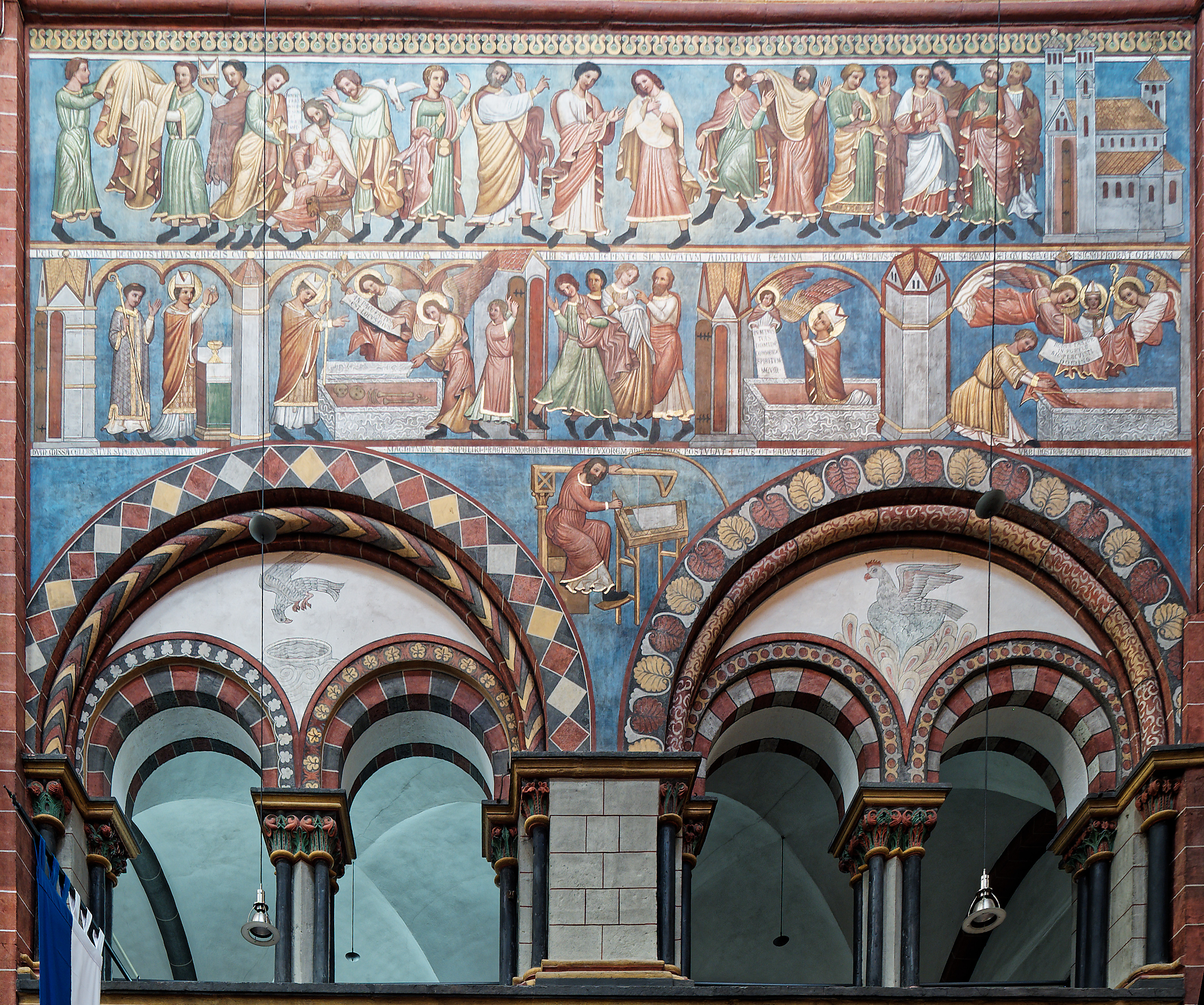
Wandgemälde mit der Darstellung der Bischofswahl des Severus

Die Orgel wurde 1973 von der Orgelbaufirma Alfred Führer (Wilhelmshaven) auf der aus der Erbauungszeit stammenden Westempore errichtet. Das Schleifladen-Instrument hat 26 Register auf zwei Manualen und Pedal. Die Spieltraktur ist mechanisch, die Registertraktur ist elektrisch. Der Orgelaufbau wurde dabei bewusst an die Architektur der Kirche angepasst und mit der Form der Rosette im Westgiebel harmonisiert. Während der Renovierung 2011 wurde die Orgel generalüberholt und einen Zimbelstern erweitert.
| I Rückpositiv C–g3 |                |     |
| 1.                 | Gedackt        | 8′  |
| 2.                 | Quintade       | 8′  |
| 3.                 | Prinzipal      | 4′  |
| 4.                 | Blockflöte     | 4′  |
| 5.                 | Waldflöte      | 2′  |
| 6.                 | Sesquialter II |     |
| 7.                 | Oktave         | 1′  |
| 8.                 | Scharff IV     |     |
| 9.                 | Dulcian        | 16′ |
| 10.                | Krummhorn      | 8′  |
|                    | Tremulant      |     |

| II Hauptwerk C– g3 |           |       |
| 11.                | Pommer    | 16′   |
| 12.                | Prinzipal | 8′    |
| 13.                | Rohrflöte | 8′    |
| 14.                | Oktave    | 4′    |
| 15.                | Gedackt   | 4′    |
| 16.                | Nasard    | 2 ⁄3′ |
| 17.                | Oktave    | 2′    |
| 18.                | Mixtur VI |       |
| 19.                | Trompete  | 8′    |

| Pedalwerk C–f1 |               |     |
| 20.            | Prinzipalbass | 16′ |
| 21.            | Subbass       | 16′ |
| 22.            | Oktavbass     | 8′  |
| 23.            | Gedacktbass   | 8′  |
| 24.            | Holzflöte     | 4′  |
| 25.            | Mixtur IV     |     |
| 26.            | Posaune       | 16′ |

- Spielhilfen
  - Koppeln II/I, I/P, II/P
  - Zwei freie Kombinationen, Zungen ab, Tutti, Organo Pleno

### Glocken
Das mittelalterliche Geläut von St. Severus mit seinen fünf Glocken ist bis heute vollständig erhalten. Älteste Glocke ist die in der ersten Hälfte des 13. Jahrhunderts datierte Sterbeglocke; sie stammt vermutlich aus dem Zeitraum der Vollendung des Kirchenbaues (um 1236). Die Mittagsglocke stammt aus dem Jahre 1249, die Brandglocke und die Ave-Maria- oder Zehn-Uhr-Glocke aus dem Jahre 1379 und die Messglocke aus dem Jahre 1439.
Nach der Säkularisation kamen im Jahre 1802 zwei Glocken der Benediktinerinnenabtei Marienberg von Boppard in den Turm der Severuskirche; die Glocken wurden 1738 von Johann Jakob Speck aus Kirrweiler gegossenen. Die größere dieser beiden Glocken, die sogen. Hofglocke (ursprünglich Marienglocke), ist heute die tontiefste Glocke des sechsstimmigen Geläutes. Die kleinere Johannesglocke aus Marienberg, die 1866 auf Grund eines Sprunges umgegossen wurde, wurde im Jahre 1942 für Rüstungszwecke eingeschmolzen.
Die Glocken hängen in den zwei Freigeschossen sowie dem Giebelgeschoß des Südturmes in hölzernen Stühlen. Im obersten Stock hängen die Messglocke, die Brandglocke und die Sterbeglocke; darunter hängen die Mittagsglocke und die Zehn-Uhr-Glocke, unten die Hofglocke. Im Jahr 1956 wurde eine elektr. Läuteanlage installiert, welche auch die Kirchturmuhren steuert.
| Nr. | Name                           | Gussjahr      | Gießer                | Gewicht in kg | Ø in mm | Rippe      | Nominal 16tel | Inschrift(en) |
| --- | ------------------------------ | ------------- | --------------------- | ------------- | ------- | ---------- | ------------- | ------------- |
| 1   | Hofglocke Maria                | 1738          | J.J.Speck, Kierweiler | 1300          | 1332    | leicht     | d1 +9         |               |
| 2   | Mittagsglocke Severus          | 1249          | unbek.                | 1300          | 1284    | schwer     | f1 +2         |               |
| 3   | Zehn-Uhr-Glocke Maria          | 1379          | Johannes v. Frankfurt | 1600          | 1314    | überschwer | f1 +6         |               |
| 4   | Brandglocke Johannes und Maria | 1379          | Johannes v. Frankfurt | 800           | 1053    | überschwer | as1 −4        |               |
| 5   | Messglocke Maria               | 1439          | unbek.                | 550           | 910     | überschwer | ces2 −1       |               |
| 6   | Sterbeglocke                   | 1. H. 13. Jh. | unbek.                | 350           | 775     | überschwer | f2 −1         |               |

## Denkmalschutz
Seit 2002 ist die Pfarrkirche Sankt Severus Teil des UNESCO-Welterbes Oberes Mittelrheintal. Außerdem ist sie geschützt als eingetragenes Kulturdenkmal im Sinne des Denkmalschutz- und -pflegegesetzes (DSchG) des Landes Rheinland-Pfalz.